# Bradleys Both
Bradleys Both – civil parish w Anglii, w North Yorkshire, w dystrykcie (unitary authority) North Yorkshire. W granicach civil parish leżą także Low Bradley i High Bradley. W 2011 civil parish liczyła 1244 mieszkańców.